# Selección de fútbol sub-23 de Alemania Democrática
La selección de fútbol sub-23 de Alemania Democrática, reconocido como Alemania DR por la FIFA, fue de 1952 a 1990 el equipo de fútbol de Alemania Oriental , jugando como uno de los tres equipos alemanes de la posguerra, junto con Sarre y Alemania Occidental.
Después de la reunificación alemana en 1990, el Deutscher Fußball Verband der DDR (DFV), y con él el equipo de Alemania del Este, se unieron al Deutscher Fußball-Bund (DFB).